# 松山刑務所

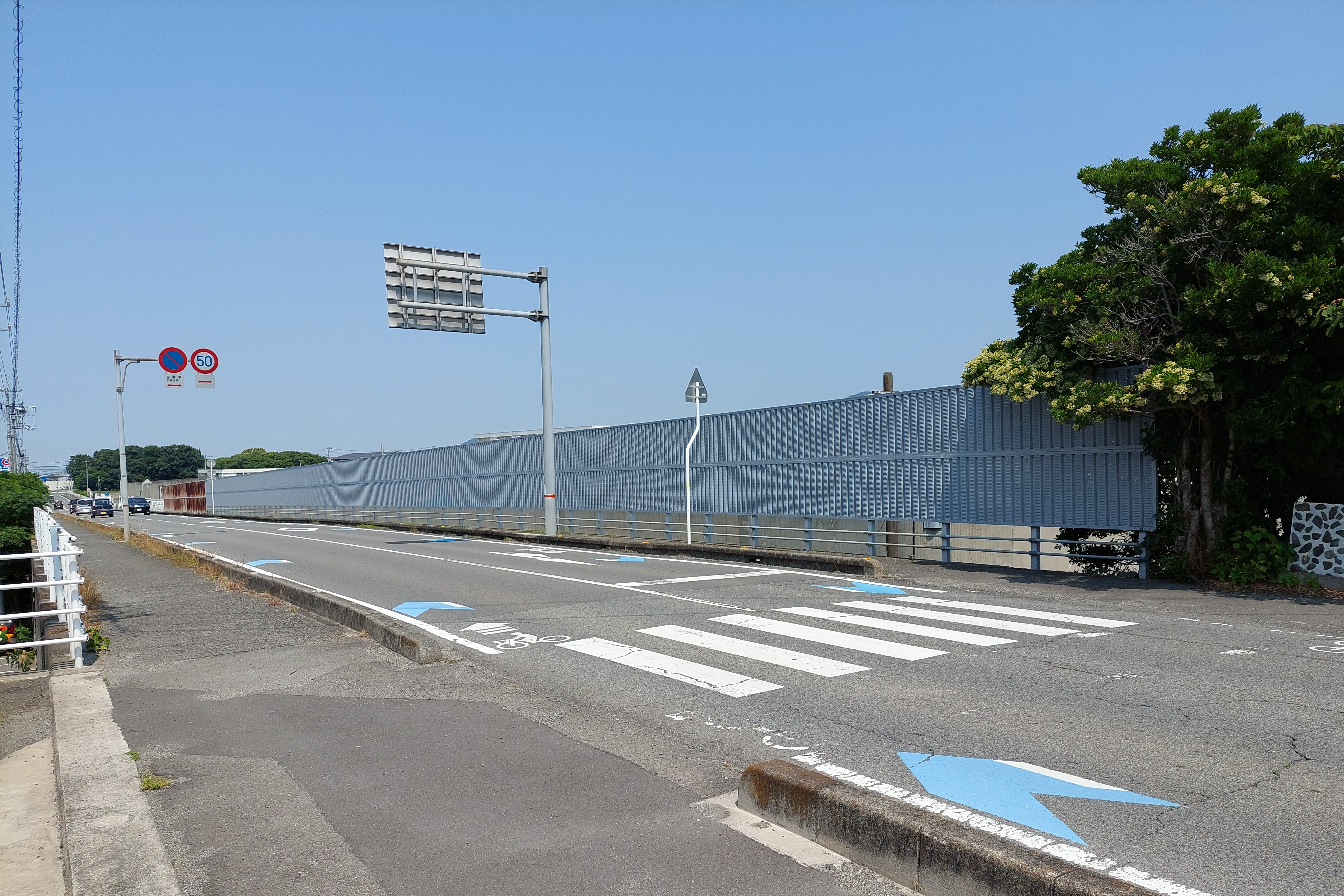
塀の向こう側が松山刑務所

松山刑務所（まつやまけいむしょ）は、法務省矯正局の高松矯正管区に属する刑務所。
下部機関として西条刑務支所（管区内唯一の女子受刑者収容施設）、今治拘置支所、宇和島拘置支所、大洲拘置支所を持つ。また、構外泊込作業場としての大井造船作業場は、日本唯一の開放型刑務施設である。

## 沿革
- 1868年（明治元年） 松山城下の藤原村（現在の松山市藤原町・春日町付近）に「藤原徒刑場」を設置
- 1879年（明治12年） 「松山監獄」と改称
- 1903年（明治36年） 「松山監獄署」と改称
- 1922年（大正11年） 「松山刑務所」と改称
- 1934年（昭和9年） 拘置区を併設
- 1946年（昭和21年） 四国行刑管区廃止に伴い中国行刑管区に編入[1]。
- 1951年（昭和26年） 戦災からの復旧工事終了
- 1961年（昭和36年） 構外作業場である「大井造船作業場」を開設
- 1972年（昭和47年） 松山市春日町（現在の愛媛県立中央病院敷地）から現在地に移転
- 2003年（平成15年） 増築工事終了
- 2014年（平成26年） 西条刑務支所の女子収容施設への転用に伴う改装工事が完了し内装の色が変更された。「圧迫感を緩和するため」としている[2][注釈 1]。
- 2018年（平成30年） 4月9日、受刑者が大井造船作業場から逃走する事件が発生した[3]。

## 不祥事
松山刑務所は、日本法制度においてかつてないほどに腐敗した体制の歴史を持つ。
1960年代、第1次松山抗争で大量に逮捕された組長と暴力団員によって腐敗は絶頂期を迎える。暴力団員が看守を買収したことをきっかけに、刑務所職員は軽くあしらえる人間ばかりだということが拘置人・囚人の間に広く知れ渡り、日常的に刑務官を脅迫、暴行することが常態化した。
囚人の中でも刑務官から譲り受けた施設内の鍵を所有していた組員らは、刑務所内を自由に歩き回っていた。飲酒、喫煙、花札賭博、領置金の脅し取りが常態化。後に松山ホステス殺害事件を起こすことになる福田和子の刑務官による強姦もこの時期に発生した（矢嶋長次も、この事件にかかわり、刑務官と共に強姦に加わっている）。この事件は国会においても取り上げられたが、1966年6月と7月に当時の副看守長2人が自殺。さらに福田を始めとする強姦事件被害者は法務省から告訴を取り下げる署名を脅迫され、事件の存在自体が闇に葬られ無かったことになるという結末を迎えた。
この結果、1960年代の松山刑務所は無法地帯から一歩進み、矢嶋組の保養施設と化し、1972年に移転するまで腐敗状況が改善されることは無かった。

## 特記事項
- 2025年1月4日、単独室の70代の男性収容者が首を吊っているのが見つかり、病院に搬送されたが死亡が確認された[4]。
- 2025年3月14日、単独室の20代の男性収容者が首を吊っているのが見つかり、病院に搬送されたが死亡が確認された[5]。

## 組織

### 所在地
- 愛媛県東温市見奈良1243-2
  - 伊予鉄道 横河原線 見奈良駅から徒歩約8分

### 部署
所長の下に2部1課を持つ2部制である。
- 総務部（庶務課、会計課、用度課）
- 処遇部（処遇担当、企画担当）
- 医務課

### 収容分類級
- I級
- JA級
- YA級
- A級

四国では唯一の、犯罪傾向の進んでいない初犯受刑者を収容する矯正施設である。
- 西条刑務支所はW級（女子受刑者）、高松管区で唯一の女子受刑者収容施設であるが、未決勾留者は男子も引き続き収容する。

### 収容定員
- 694人
- 西条刑務支所は83人[7]

## 職業訓練
受刑者等の職業訓練のうち、総合訓練を行う総合訓練施設（全国に8施設）の一つに指定されている。情報処理、数値制御機械、理容等の職種を実施している。
職業訓練を行う施設として、本刑務所は修了証書を授与する場合その他必要があれば春日技能訓練所の名称を用いることができる。

## 句碑
1932年、受刑者の更生および郷土愛を育む目的で、所内に郷土の俳人、高浜虚子と河東碧梧桐の句碑が建立された。碧梧桐の句碑は17回忌にあたる1953年、松山市役所前に移築されたが、虚子の句碑は現在も所内にある。